# Nesozineus bucki
Nesozineus bucki är en skalbaggsart som först beskrevs av Stephan von Breuning 1954. Nesozineus bucki ingår i släktet Nesozineus och familjen långhorningar.
Artens utbredningsområde är:
- Honduras.
- Panama.

Inga underarter finns listade i Catalogue of Life.